# Roscoea purpurea
Roscoea purpurea är en enhjärtbladig växtart som beskrevs av James Edward Smith. Roscoea purpurea ingår i släktet Roscoea och familjen Zingiberaceae.

## Underarter
Arten delas in i följande underarter:

## Bildgalleri

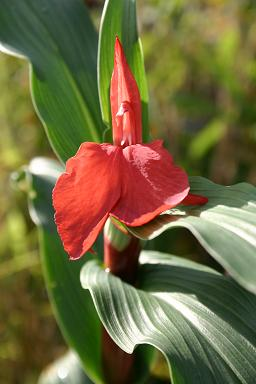
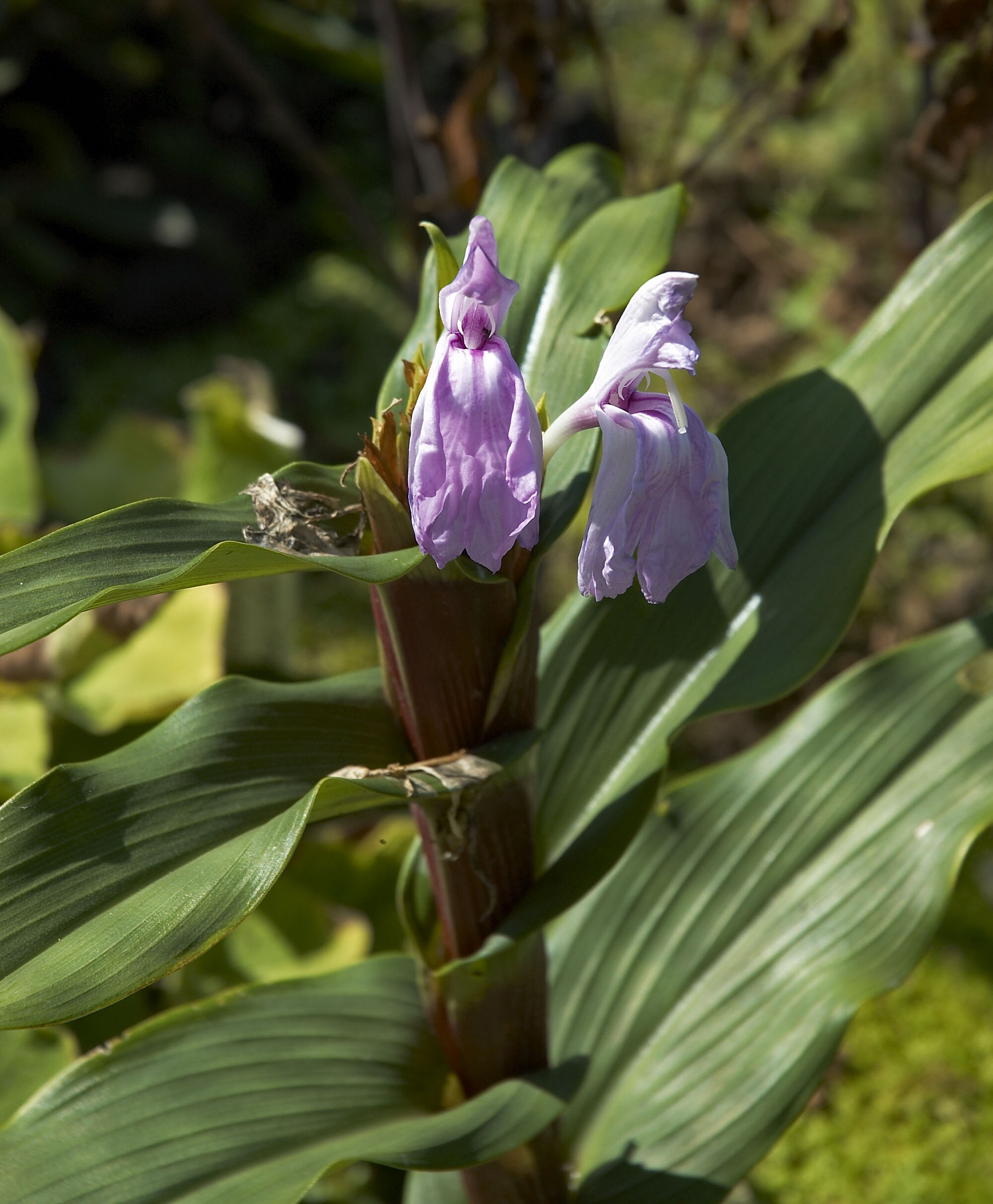